# Niangoloko
Niangoloko är en ort i Burkina Faso.   Den ligger i regionen Cascades, i den sydvästra delen av landet, 400 km sydväst om huvudstaden Ouagadougou. Niangoloko ligger 353 meter över havet och antalet invånare är 26 088.
Terrängen runt Niangoloko är huvudsakligen platt. Niangoloko ligger uppe på en höjd. Niangoloko är det största samhället i trakten.
Omgivningarna runt Niangoloko är en mosaik av jordbruksmark och naturlig växtlighet. Runt Niangoloko är det glesbefolkat, med 13 invånare per kvadratkilometer.